# Diplazon bradleyi
Diplazon bradleyi är en stekelart som beskrevs av Dasch 1964. Diplazon bradleyi ingår i släktet Diplazon och familjen brokparasitsteklar. Inga underarter finns listade i Catalogue of Life.